# Helmut Ziegner

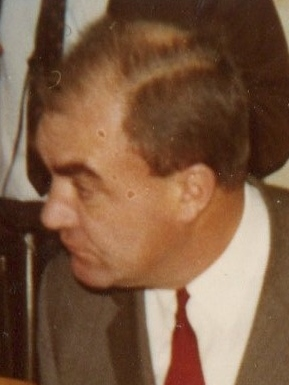
Helmut Ziegner (1971)

Helmut Ziegner (* 20. August 1921 in Berlin; † 5. Juli 2006 ebenda) war ein in Berlin lebender gelernter Schauspieler und RIAS-Mitarbeiter. Er gründete eine Stiftung zur Resozialisierung Strafgefangener und Haftentlassener sowie gefährdeter und benachteiligter Jugendlicher.

## Leben
Im Oktober 1948 nahm Helmut Ziegner als Mitarbeiter des RIAS Berlin an einer Theateraufführung von Insassen des Zellengefängnisses Lehrter Straße teil. Es beeindruckte ihn dort weniger die Aufführung, mehr das trostlos erscheinende Leben der Strafgefangenen. Deshalb begann er 1948 in dem in Trümmern liegenden Berlin mit Kleidersammlungen für Gefangene. Berlin war damals eine Stadt, durch die Flüchtlingsströme zogen, die mit grundlegenden Bedürfnissen kämpften. Niemand hatte damals die Nerven, sich für Strafgefangene einzusetzen. Ziegner zog damals persönlich mit einem Handkarren, an dem er das Schild „Kleidersammlung für Strafentlassene“ montiert hatte, über den Kurfürstendamm und warb für den guten Zweck. Er holte Gefangene bei ihrer Entlassung an den Pforten der Strafanstalten ab, kümmerte sich um sie, versorgte sie mit Wohnraum und Arbeitsplätzen. Aus dieser Arbeit entstand eine Stiftung, die 2007 ihr 50-jähriges Jubiläum feierte. Sie finanziert sich hauptsächlich aus Zuwendungen und Spenden.

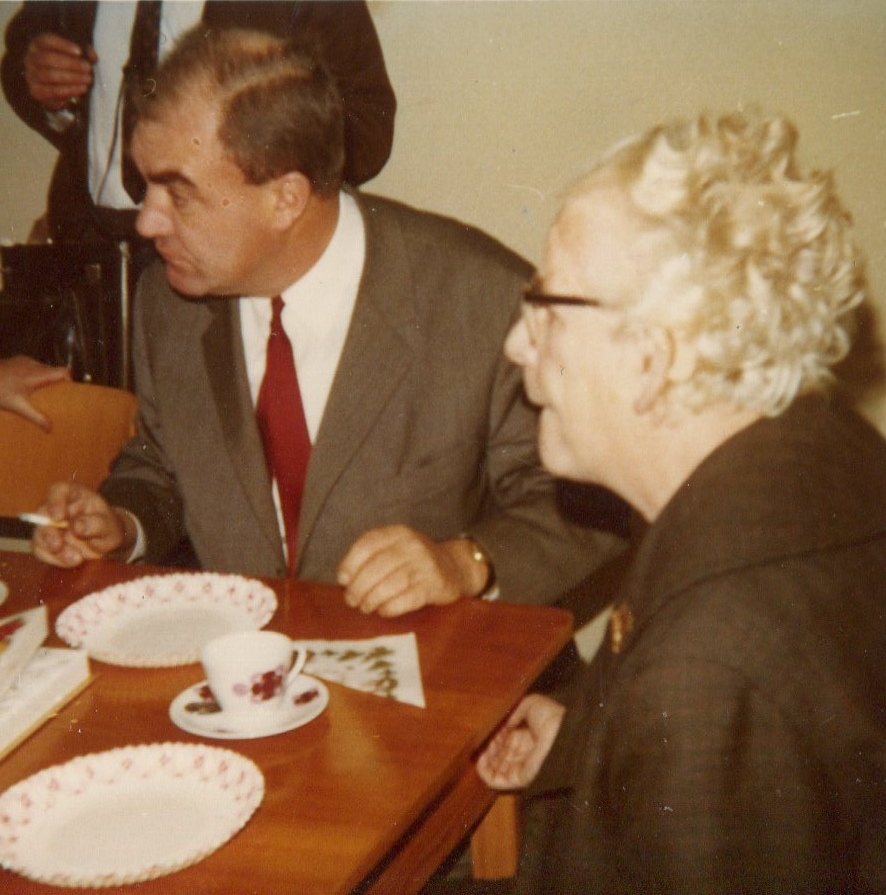
Helmut Ziegner mit der bekannten Fürsorgerin Gertrud Staewen; 1971 in der JVA Tegel

Ziegner arbeitete neben dem Theater auch für Film und Fernsehen. Er spielte in den 1950er Jahren in den Märchenfilmen Der gestiefelte Kater (als Zauberer Saufdichvoll), Rumpelstilzchen (als Hofmarschall) und Aufruhr im Schlaraffenland (als König von Persipanien) mit. 1970 war er in der ARD-Serie Recht oder Unrecht  in der ersten Folge zu sehen.
Helmut Ziegner starb am 5. Juli 2006 im Alter von 84 Jahren.

## Stiftung
Seit dem Gefängnisbesuch galt seine Arbeit der „Resozialisierung Strafgefangener und Haftentlassener sowie gefährdeter und benachteiligter Jugendlicher“. Da er sich bereits in den 1950er-Jahren auf diesem Gebiet engagierte, wird er als der Vater der Resozialisierung bezeichnet. Er ist Namensgeber der Universal-Stiftung Helmut Ziegner, einer in diese Richtung wirkenden Stiftung und 2007 auch Namensgeber einer berufsbildenden gGmbH.

## Filmografie
- 1955: Der gestiefelte Kater
- 1955: Rumpelstilzchen
- 1957: Aufruhr im Schlaraffenland
- 1970: Recht oder Unrecht (Folge 1: Der Fall Krumbholz)

## Auszeichnungen

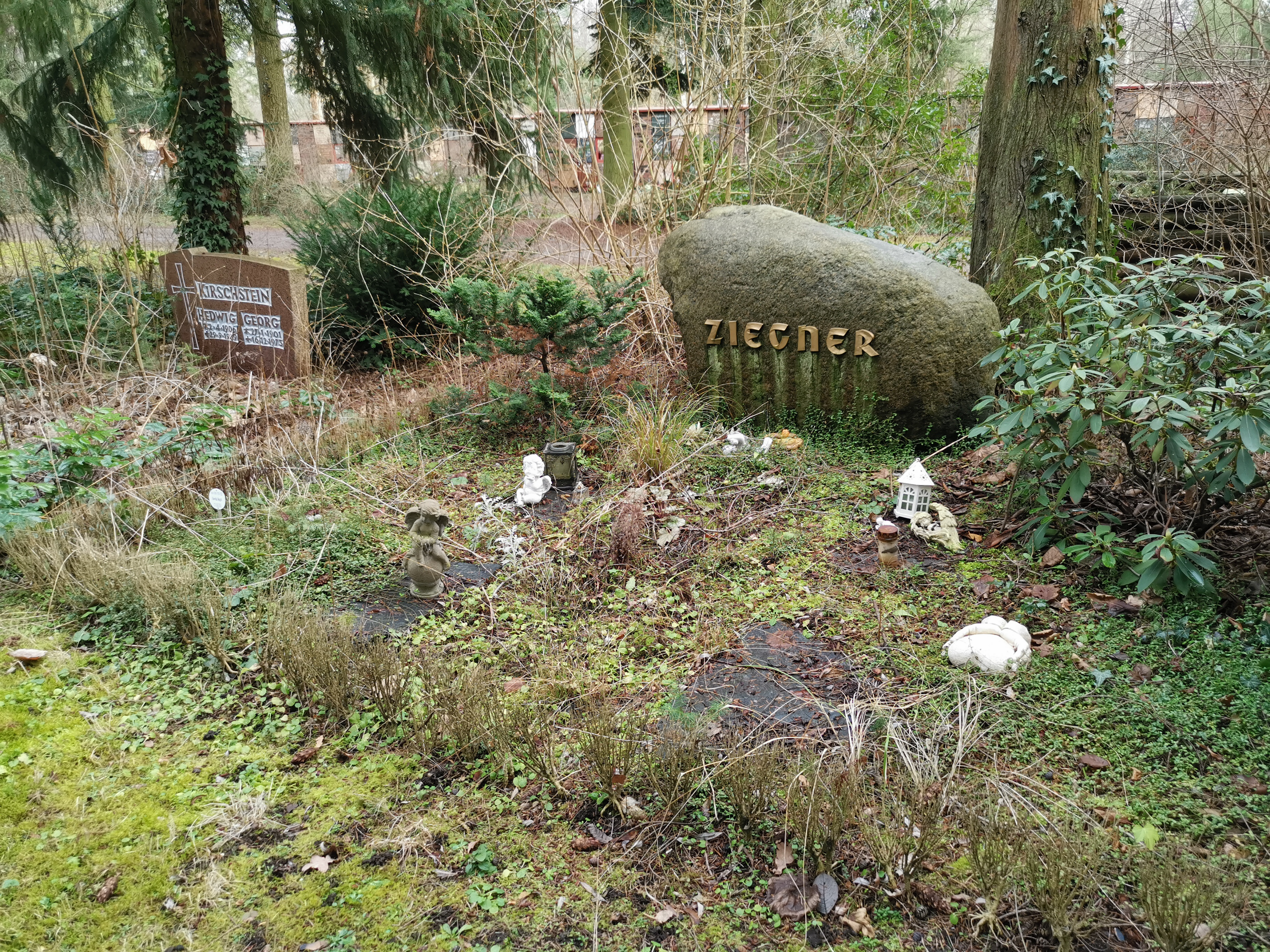
Grabstelle auf dem Heidefriedhof Berlin-Mariendorf (Abt. E 06)

- 1968: Verdienstkreuz am Bande der Bundesrepublik Deutschland
- 1974: Verdienstkreuz Erster Klasse des Verdienstordens der Bundesrepublik Deutschland[6]
- 1977: Beccaria-Medaille in Gold[7]
- 1981: Ernst-Reuter-Plakette in Silber
- 1992: Großes Bundesverdienstkreuz des Verdienstordens der Bundesrepublik Deutschland[8]